# Alitet går til bjergene
Alitet går til bjergene (russisk: Алитет уходит в горы) er en sovjetisk film fra 1949 af Mark Donskoj.

## Medvirkende
- Andrej Abrikosov som Nikita Los
- Lev Sverdlin som Alitet
- Boris Tenin som Charlie Thomson
- Jurij Leonidov som Frank
- Lenvlad Turkin som Andrej Zjukov